# Parc d'État Staunton
Le parc d'État de Staunton (en anglais : Staunton State Park) est un parc d'État du Colorado, situé à 10 km à l'ouest de Conifer. Les 1582 hectares du parc, qui a ouvert ses portes le 18 mai 2013,  comprennent des affleurements rocheux spectaculaires, plusieurs ruisseaux et une cascade. Le 4 décembre 2012, la propriété a également été inscrite au Registre national des lieux historiques sous le nom de Staunton Ranch-Rural Historic Landscape.

## Histoire et description
Le parc a été créé grâce à un don de Frances H. Staunton, qui a fait don des 1 720 acres d'origine à l'État du Colorado. Mme Staunton a exigé que le terrain « soit préservé à perpétuité, pour le bien public, en tant que parc naturel de type sauvage... représentatif de la plus belle région de forêts et de prairies de montagne du Colorado ». Depuis 1986, l'État du Colorado a acquis des terres supplémentaires, notamment le ranch Elk Falls, certaines parties du ranch Davis et d'une propriété ayant appartenu à la dramaturge Mary Coyle Chase. En 2015, l'ancien législateur du Colorado, Allen Dines, a fait don de ses 32 hectares du ranch au parc, portant sa superficie totale à 1582 hectares. Le ranch Staunton est également considéré comme remarquable pour son architecture rustique et pour abriter la seule scierie de la région.
Les activités récréatives du parc comprennent l'escalade, des sentiers de randonnée, le vélo et l'équitation, la pêche en ruisseau et en étang et les pique-niques.